# Behrendt Friedrich August von der Marwitz
Behrendt Friedrich August von der Marwitz (* 1740; † 1793) war der Hofmarschall von König Friedrich Wilhelm II.

## Herkunft
Er war der Sohn von August Gebhard von der Marwitz (* 20. März 1695; † 28. Dezember 1753) und dessen zweiter Frau Johanna Ulrike von der Goltz (* 20. August 1720; † 14. Juni 1772) Tochter von Henning Bernhard von der Goltz. Der Generalmajor Johann Friedrich Adolf von der Marwitz (Hubertusburg-Marwitz) und der Generalleutnant Gustav Ludwig von der Marwitz (Hochkirch-Marwitz) waren seine älteren Brüder.

## Leben
Er wurde zunächst auf der Ritterakademie Brandenburg erzogen. Von dort ging er an die Brandenburgische Universität Frankfurt in Frankfurt an der Oder. Vor dem Siebenjährigen Krieg floh er wie viele andere auch 1759 nach Magdeburg. Dort lernte er Friedrich II. kennen. 1765 wurde er Kammerjunker am Hofe von Prinz Heinrich und 1772 dessen Kammerherr.
Nach seiner Hochzeit von 12. Mai 1776 pendelte er zwischen dem Gut Friedersdorf und Berlin. Nach dem Tod von Friedrich II. wurde er Hofmarschall von Friedrich Wilhelm II. Kurz vor seinem Tod wurde er zu seinem Leidwesen noch Intendant am Hoftheater.

## Familie
Am 12. Mai 1778 heiratet er Susanne Sophie Marie Luise von Dorville (1756–1809). Sie war die Tochter des Staatsministers Johann Ludwig von Dorville und dessen zweiter Frau Charlotte Fredrike von Beville. Sie hatten acht Kinder:
- Henriette Wilhelmine Charlotte Ulrika (* 26. April 1778; † 1803); Hofdame der Königin Friederike Luise[1][2]
- Auguste Sophie Amalie (* 18. Juni 1779; † 1. Februar 1797)[3]
- Louise Friederike Ulrike (* 6. Mai 1785; † 26. Dezember 1786)[4]
- Henriette Karoline Julie (* 25. Januar 1789; † 10. Oktober 1872) ⚭ Gustav Maximilian Ludwig Uniko von Münster-Meinhövel (1782–1839), Eltern von Hugo Eberhard zu Münster-Meinhövel
- Christian Gustav Alexander (1787–1814)
- Friedrich August Ludwig (1777–1837)
 ⚭ Caroline Francisca von Brühl (* 23. März 1783; † 28. März 1804)
 ⚭ 1809 Gräfin Charlotte von Moltke (* 12. März 1780; † 18. November 1848)[5]
- Anton Eberhard Konstantin (* 2. Dezember 1790; † 9. Oktober 1809 bei Aspern)[6]
- Caroline Albertine Luise (* 19. August 1792; † 23. Februar 1857) ⚭ Gustav Adolph Rochus von Rochow (1792–1847) preußischer Innenminister